# Weberova cesta
Weberova cesta (pův. německy Weber Weg) je modře značená turistická magistrála v Krkonoších, vedoucí od Dívčích lávek kolem Boudy u Bílého Labe až k Luční boudě. Úsek Bouda u Bílého Labe - Luční bouda je v zimě uzavřen. Měří 7 kilometrů. Výškový rozdíl start - cíl je asi 650 metrů. V seznamu tras KČT nese číslo 1950.
Pojmenována je podle děkana a politika z Vrchlabí Wenzela Webera (1824–1888), který se angažoval v Rakouském krkonošském spolku (později Německý krkonošský spolek) a podporoval zřizování značených turistických tras v tomto regionu.

## Trasa
Trasa začíná u Dívčích lávek. Vede kolem Bílého Labe, soutoku Bílého Labe a Hřímavé Bystřiny k Boudě u Bílého Labe po zpevněné cestě, vhodné i pro cyklisty. Tam ji kříží cesty Hofmanka a Dřevařská cesta, obě značené žlutě. Odtud Weberova cesta pokračuje již po nezpevněné cestě, zčásti stále kolem Bílého Labe až k Luční boudě, kde končí. Modře značená trasa 1950 pokračuje ještě o 2,5 km dále Schustlerovou cestou do Obřího sedla.